# 新幹線物語'93夏
『新幹線物語’93夏』（しんかんせんものがたりきゅうじゅうさんなつ）は、1993年7月6日から同年9月21日まで、TBS系列で放送されたテレビドラマである。放送時間は、毎週火曜 21:00 - 21:54(JST)。

## 概要
東海旅客鉄道（JR東海）の関連会社であるパッセンジャーズ・サービス（略称SPS）所属の東海道新幹線パーサーとJR東海の車掌が、乗務中に乗客たちと様々なトラブルに遭遇し、成長していく様を描いた。1997年には姉妹編として『新幹線'97恋物語』が制作された（ストーリー上の連続性はない）。双方ともJR東海グループがドラマ撮影に全面的に協力した。
2004年6月から同年7月にTBSチャンネルで再放送。2013年7月9日からBS-TBSの「奥さま劇場」枠にて再放送。2007年にDVD化されている。

## キャスト

### 東京駅
黒木哲也：丹波哲郎
東京駅JR東海駅長。乗客・施設・工事・電力・営業等を統括。
なお、ドラマの始めに、東京駅に駅長が二人いることが下記の村山によって語られているが、JR東日本の東京駅長役は置かれていない。

### 新幹線鉄道事業本部・東京車掌所
村山良二：小林稔侍
車掌長。ストーリーテラーであり物語は村山の視点で描かれている（語りも務める）。
沢見譲次：哀川翔
車掌。
石浜徹：丹波義隆
車掌長。村山とは別編成で乗務。

### SPS
幸田明子：宮崎ますみ
22歳。ストーリーの中心的人物。大学では仏文科を専攻。ハッキリと言う性格で、無賃乗車の車内購入する常習客に対して「全車指定と知ってて無札で乗って来て車内で払えばいいというのは悪質な確信犯」と批判し、列車を乗り間違えた老夫妻に席を提供する。
高山乃里子：鮎ゆうき
研修中に休職していたが復帰。第3話から西野班に加わる。
西野多絵子：岡田奈々
チーフパーサー。29歳。西野班のチーフ。
井出和枝：島崎和歌子
アシスタントパーサー。20歳。実家は食料品店を経営。
岸部早苗：鈴木奈穂
22歳。フランスからの帰国子女。
津村恵美：伊藤留奈
22歳。
内村優子：水島かおり
シニアパーサー。27歳。
中原景子：池上季実子
クルーセンター所長。TGVのチーフパーサーから引き抜かれた。

### その他
高山孝作：ハナ肇（#1、#2）
高山乃里子の父。保線員。定年退職後にラーメン屋を開業しようと考えていたところトラブルに巻き込まれるが解決。
幸田ハナ：ミヤコ蝶々
幸田明子の祖母。静岡のみかん農家。孫の明子がパーサーになることに賛成し反対する両親を説得した。

## 主題歌
- 「アイデンティティ」SPLASH
（原曲：デヴィッド・ロバーツ「Run Back」）
作詞：森浩美
作曲：David Roberts、Randy Goodram
- 「ジャーニー」SPLASH
作詞：佐藤純彌
作曲・編曲：義野裕明&TAKU

## スタッフ
- 脚本：池田雄一
- 音楽：義野裕明
- 撮影：下村和夫、臼木敏博、三浦孝夫、松村文雄
- 技術協力[注釈 1]：オーエイギャザリング
- プロデュース：近藤照男、西村政行、加藤直三、内野建（TBS）
- 製作協力：東映
- 製作：近藤照男プロダクション、TBS

## DVD
2007年3月よりCCRE株式会社（CCCの関係企業）が発売元となりDVDレンタルが開始されている。
主題歌についてはオープニングがインストゥルメンタル、エンディングがサウンドトラックに差し替えられており、エンドクレジットの主題歌部分にはぼかし処理がされている。また、最終話でパーサーらが宿舎のヒルトン大阪にあるラウンジで歓談し、SPLASHが主題歌を生演奏するシーン（歌詞テロップ付き）があるがDVD版ではこのシーンに入る手前でフェードアウトされカットとなっている。2004年のTBSチャンネル再放送時、2013年のBS-TBS再放送時にはオリジナルのまま放送されている。

## サブタイトル
| 話 | 放送日        | サブタイトル              | 監督     | ゲスト |
| -- | ------------- | ------------------------- | -------- | --- |
| 1  | 1993年 7月6日 | 女性パーサー定発          | 瀬川昌治 | 船越栄一郎（谷岡滋彦）、日向明子 頭師孝雄、阿部祐二、駒木なおみ |
| 2  | 7月13日       | 駅弁から出た札束          | 瀬川昌治 | 船越栄一郎（谷岡滋彦）、日向明子 頭師孝雄、阿部祐二、駒木なおみ |
| 3  | 7月20日       | Lサイズの女の客           | 瀬川昌治 | 千うらら（向井富士子）、塩沢とき 浅利香津代（律子）、宮川大助・花子 赤羽秀之、せんだみつお、龍虎 岡本舞、矢尾一樹、青木和代                                                      |
| 4  | 7月27日       | 嘘をつく女                | 瀬川昌治 | 千うらら（向井富士子）、塩沢とき 浅利香津代（律子）、宮川大助・花子 赤羽秀之、せんだみつお、龍虎 岡本舞、矢尾一樹、青木和代                                                      |
| 5  | 8月3日        | 悪戯するお客さま          | 馬場昭格 | 生田智子（後藤邦子）、江波杏子（宮本初枝） 角野卓造（周平）、岡本舞（小谷登喜） 永野典勝（達也）、津久井啓太、市川翔子 佐渡稔、佐藤京一、杉江廣太郎                              |
| 6  | 8月10日       | にせパーサー が乗ってきた | 馬場昭格 | 生田智子（後藤邦子）、江波杏子（宮本初枝） 角野卓造（周平）、岡本舞（小谷登喜） 永野典勝（達也）、津久井啓太、市川翔子 佐渡稔、佐藤京一、杉江廣太郎                              |
| 7  | 8月17日       | 覗かれた女の部屋          | 小山幹夫 | 井上純一（山口圭一）、小牧彩里、吉田美江 加納竜（皆川博之）、ヒロコ・グレース（理恵） 佐野アツ子、コント山口君と竹田君 秋篠美帆、平淑恵（陽子）、倉石功（矢口） 平泉成（久保田） |
| 8  | 8月24日       | 蜜のような誘惑            | 小山幹夫 | 井上純一（山口圭一）、小牧彩里、吉田美江 加納竜（皆川博之）、ヒロコ・グレース（理恵） 佐野アツ子、コント山口君と竹田君 秋篠美帆、平淑恵（陽子）、倉石功（矢口） 平泉成（久保田） |
| 9  | 8月31日       | 幸福の条件                | 小山幹夫 | 井上純一（山口圭一）、小牧彩里、吉田美江 加納竜（皆川博之）、ヒロコ・グレース（理恵） 佐野アツ子、コント山口君と竹田君 秋篠美帆、平淑恵（陽子）、倉石功（矢口） 平泉成（久保田） |
| 10 | 9月7日        | OH！悩殺され そう車掌さん | 馬場昭格 | 湯江健幸（関根喬）、ルビー・モレノ（レイナ） 渡部るみ、秋篠美帆、亀山忍、沼田爆 内田りりこ、松金よね子、大月ウルフ                                                               |
| 11 | 9月14日       | 幽霊列車                  | 馬場昭格 | 湯江健幸（関根喬）、ルビー・モレノ（レイナ） 渡部るみ、秋篠美帆、亀山忍、沼田爆 内田りりこ、松金よね子、大月ウルフ                                                               |
| 12 | 9月21日       | 拝啓!のぞみ号様           | 小山幹夫 | 友里千賀子（長田良枝）、脇田茂（長田） 細山田隆人（長田純一） |